# SGT-56
SGT-56（也称为CUMYL-PICA）是一种含氮有机化合物，化学式C
23H
28N
2O，带有吲哚-3-甲酰胺结构，与其同系物SDB-006都为人工合成的大麻素。